# (32914) 1995 AG1
(32914) 1995 AG1 est un astéroïde de la ceinture principale d'astéroïdes découvert en 1995.

## Description
(32914) 1995 AG1 a été découvert le 6 janvier 1995 à Nyukasa, dans la préfecture de Nagano, au Japon, par Masanori Hirasawa et Shohei Suzuki.

### Caractéristiques orbitales
L'orbite de cet astéroïde est caractérisée par un demi-grand axe de 2,28 ua, un périhélie de 2,11 ua, une excentricité de 0,07 et une inclinaison de 5,08° par rapport à l'écliptique. Du fait de ces caractéristiques, à savoir un demi-grand axe compris entre 2 et 3,2 ua et un périhélie supérieur à 1,666 ua, il est classé, selon la JPL Small-Body Database, comme objet de la ceinture principale d'astéroïdes.

### Caractéristiques physiques
(32914) 1995 AG1 a une magnitude absolue (H) de 14,2 et un albédo estimé à 0,090.